# Grå tofsmes
Grå tofsmes (Lophophanes dichrous) är en fågel i familjen mesar inom ordningen tättingar, en asiatisk systerart till den europeiska tofsmesen.

## Utseende
Grå tofsmes är en 12 centimeter lång fågel. Den har grå tofs och grå ovansida, ett vitaktigt halsband och orangebeige undersida.

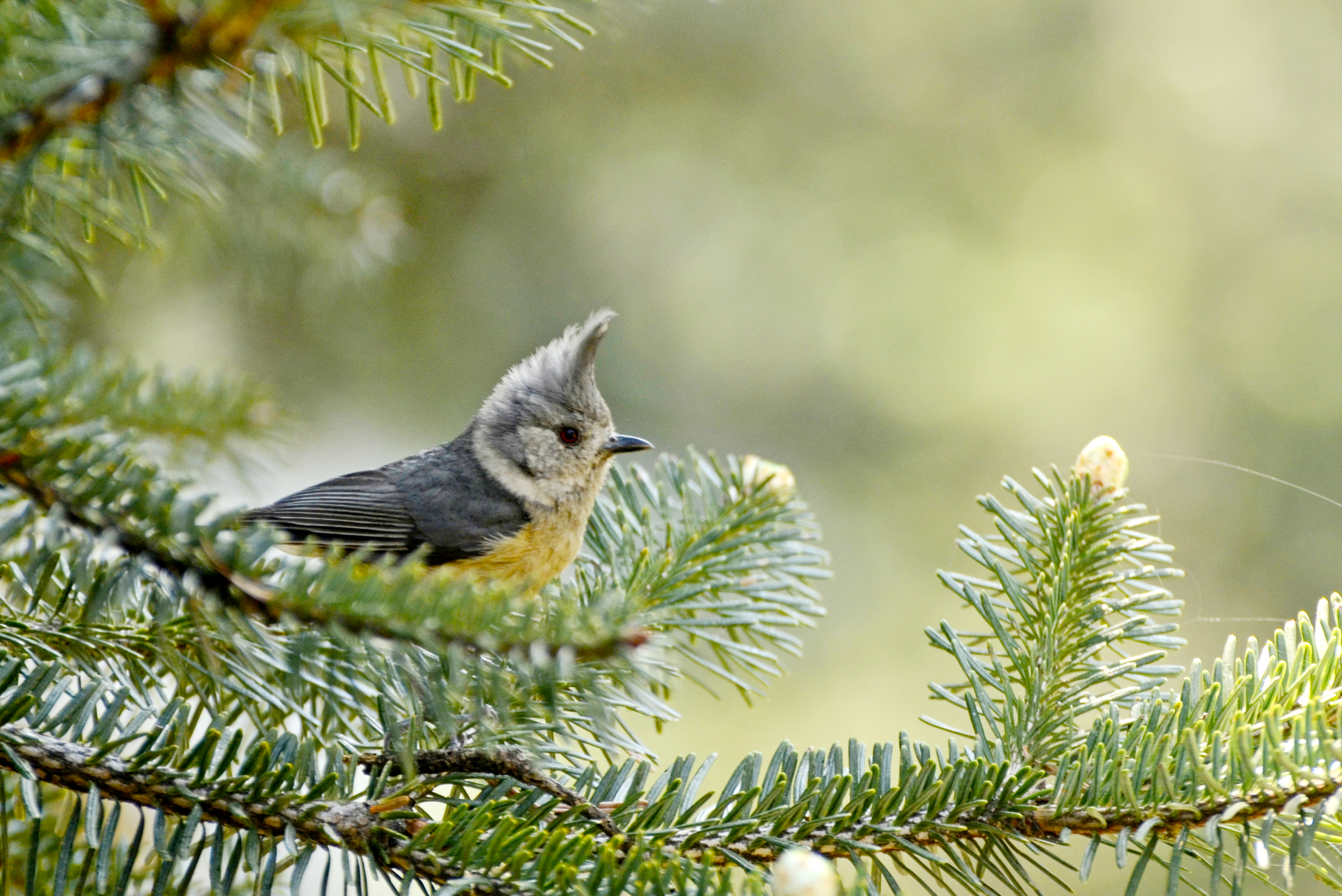

## Utbredning och systematik
Grå tofsmes förekommer från Kashmir till södra Kina och delas upp i fyra underarter med följande utbredning:
- Lophophanes dichrous kangrae – förekommer i barrskogar från Kashmir till norra Indien (Uttar Pradesh)
- Lophophanes dichrous dichrous – barrskogar från västra Nepal till Arunachal Pradesh och södra Tibet
- Lophophanes dichrous dichroides – nordöstra Tibet till sydvästra Kina (norra Sichuan, Qinghai, Gansu och Shaanxi)
- Lophophanes dichrous wellsi – nordöstra Myanmar och södra Kina (västra Sichuan och nordvästra Yunnan)

Vissa erkänner även underarten izzardi med utbredning från östra Nepal till sydvästra Kina (sydöstra Xizang).

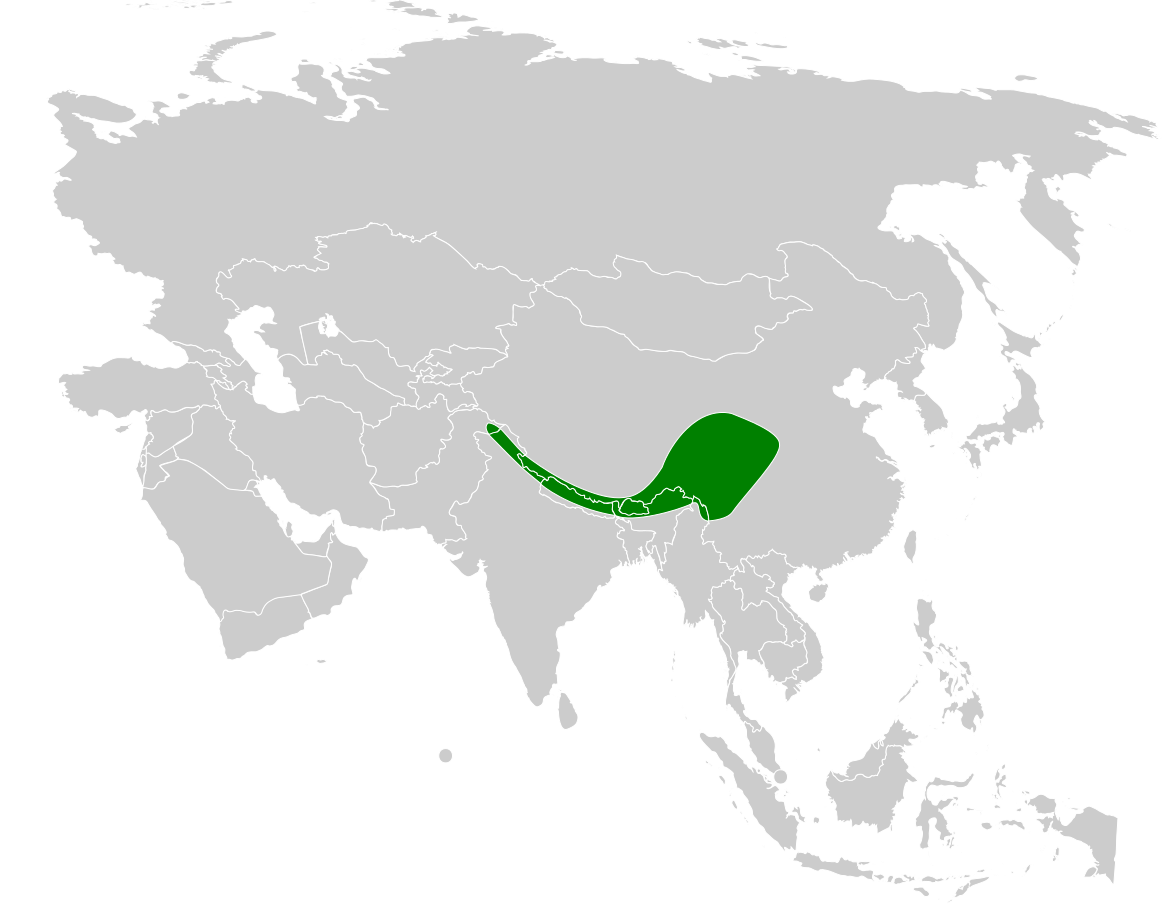
Utbredningsområdet för grå tofsmes.

### Släktestillhörighet
Tofsmesarna placerades tidigare i släktet Parus, men detta har delats upp i ett antal mindre släkten efter genetiska studier.

## Levnadssätt
Grå tofsmes förekommer i löv- och blandskog mellan 2000 och 4240 meters höjd, i Himalaya med ek och rhododendron. Den livnär sig mest av ryggradslösa djur och larver. Fågeln är rätt skygg och diskret, och ses i par eller små grupper. Den häckar från april till åtminstone juni och bygger ett bo av mossa, djurhår och fjädrar tre till sju meter ovan mark i ett trädhål. Arten är stannfågel eller kortflyttare i höjdled.

## Status och hot
Arten har ett stort utbredningsområde, men tros minska i antal, dock inte tillräckligt kraftigt för att den ska betraktas som hotad. Internationella naturvårdsunionen IUCN listar arten som livskraftig (LC).  Världspopulationen är inte uppskattad men rapporteras vara vanlig i östra Himalaya, ovanlig i västra Himalaya, sydöstra Tibet och sydvästra Kina men väldigt talrik i norra Sichuan.